# 安东尼娅·布里科

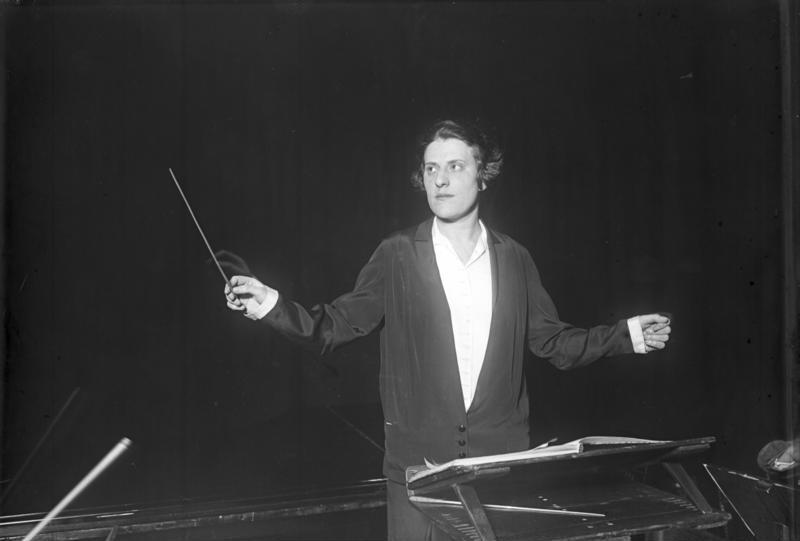
安东尼娅·布里科在柏林爱乐厅指挥（1930年）

安东尼娅·路易莎·布里科（Antonia Louisa Brico，1902年6月26日—1989年8月3日），美国荷兰裔指挥家。

## 生平
布里科出生于荷兰鹿特丹，从小被亲生父亲遗弃，两岁时被收养。养父母给她改名为威廉明娜·沃尔特赫斯（Wilhelmina Wolthuis），1908年全家移民美国，定居加州。10岁时，作为治疗咬甲癖的方法，在医生推荐下开始学习钢琴。1919年在奥克兰高中毕业时，布里科已经是一名优秀的钢琴家，也有了指挥的经验。1923年毕业于加州大学伯克利分校，在校时兼职旧金山歌剧院指挥保罗·史坦多夫的助理。毕业后，布里科继续学习钢琴，曾师从波兰钢琴家齐格蒙特·斯托约夫斯基。
1927年至1929年，布里科就读柏林国立音乐学院，是首位在该校获得指挥专业学位的美国人。在此期间，她被汉堡爱乐乐团指挥卡尔·穆克(Karl Muck)收为学生，1928年曾作为声乐指导在拜罗伊特音乐节工作。1930年2月，布里科与柏林爱乐乐团合作，首次登台指挥，之后客座指挥了洛杉矶爱乐乐团、旧金山交响乐团、汉堡爱乐乐团等团体，1932年回到美国纽约。
1933年，布里科与音乐家交响乐团（Musicians' Symphony Orchestra）合作，在大都会歌剧院演出两次，广受好评。但第三次演出被迫取消，原因是男中音约翰·查尔斯·托马斯以女性指挥家会转移观众注意力为由，拒绝参演。1934年，布里科成立了全由女性乐手组成的女子交响乐团（Women's Symphony Orchestra），后来加入了部分男性乐手，1939年改名为布里科交响乐团（Brico Symphony Orchestra），但是该乐团运营了一年便告终止。1938年7月，布里科成为首个指挥纽约爱乐的女性，同年归化为美国籍。1939年，她受邀在纽约世界博览会上指挥演出。
然而，小有成就的布里科未能在纽约谋得一份乐团指挥职务，于是1942年移居丹佛市，做了一名钢琴教师。1945年她求职丹佛市立管弦乐团（Denver Civic Orchestra），也未能成功。随后布里科前往欧洲巡演，曾受阿德里安·博尔特邀请指挥伦敦爱乐乐团，受让·西贝柳斯之邀指挥赫尔辛基爱乐乐团。
1947年至1981年间，布里科指挥了业余乐手为主的丹佛商人管弦乐团（Denver Businessmen's Orchestra），1967年该团改名为布里科交响乐团（Brico Symphony，丹佛爱乐乐团的前身）。这是她职业生涯中唯一的常任指挥职位，在50和60年代默默无闻。1974年上映的讲述布里科经历的纪录片《安东尼娅：女人的肖像》让布里科重获关注，该片制作人之一是布里科的钢琴学生、民谣歌手朱迪·柯林斯，1975年获得了奥斯卡奖提名。由于这部纪录片，布里科重新获得了许多客座演出机会，包括和许多著名交响乐团的合作。1981年后，布里科结束了指挥事业，专职教授钢琴。1989年逝世于丹佛一家养老院，安葬在利特尔顿。

## 语录
|  | 我不自认为是一名女性指挥家……而是一名恰好是女性的指挥家（I do not call myself a woman conductor… I call myself a conductor who happens to be a woman） |

## 其他
荷兰导演玛丽亚·彼得斯的《指挥家》是讲述布里科职业生涯早期经历的一部电影，于2018年上映。